# Manacor

Lokalizacja gminy na mapie Majorki

Manacor – miasto w Hiszpanii, we wspólnocie autonomicznej Baleary, na Majorce. W 2007 liczyło 37 963 mieszkańców. 
W Manacor urodził się Piotr Gelabert Amer, a także tenisista Rafael Nadal.